# Hidrocortisona
La hidrocortisona és el nom de l'hormona cortisol quan es subministra com a medicament. Entre les seves aplicacions s'hi poden incloure casos com ara: insuficiència adrenocortical, síndrome adrenogenital, calci en sang elevat, tiroïditis, artritis reumatoide, dermatitis, asma i MPOC. És el tractament d'elecció per a la insuficiència adrenocortical. Es pot administrar per via oral, tòpica o per injecció. L'aturada del tractament després d'un ús a llarg termini s'ha de fer lentament.
Els efectes secundaris poden incloure canvis d'humor, augment del risc d'infecció i edema (inflor). Amb l'ús a llarg termini, els efectes secundaris comuns inclouen osteoporosi, malestar estomacal, debilitat física, contusions fàcils i candidiasi (infeccions per llevats). No és clar si és segur per al seu ús durant l'embaràs. La hidrocortisona és un glucocorticoide i funciona com a antiinflamatori i per supressió immune.
La hidrocortisona va ser patentada el 1936 i aprovada per a ús mèdic el 1941. Està a la llista de medicaments essencials de l'Organització Mundial de la Salut. Està disponible com a medicament genèric. El 2020, va ser el 149è medicament més prescrit als Estats Units, amb més de 3 milions de receptes.

## Usos mèdics
La hidrocortisona és el terme farmacèutic per al cortisol utilitzat en administració oral, injecció intravenosa o aplicació tòpica. S'utilitza com a fàrmac immunosupressor, administrat per injecció en el tractament de reaccions al·lèrgiques greus com anafilaxi i angioedema, en lloc de prednisolona en pacients que necessiten tractament amb esteroides però no poden prendre medicació oral, i perioperatòriament en pacients amb tractament amb esteroides a llarg termini. per prevenir una crisi suprarenal. També es pot injectar a les articulacions inflamades com a conseqüència de malalties com la gota.
Es pot utilitzar tòpicament per a erupcions al·lèrgiques, èczema, psoriasi, picor i altres afeccions inflamatòries de la pell. Les cremes i ungüents d'hidrocortisona tòpics estan disponibles a la majoria dels països sense recepta mèdica en concentracions que van del 0,05% al 2,5% (segons les regulacions locals) amb formes més fortes disponibles només amb recepta.

## Farmacologia

### Farmacodinàmica
La hidrocortisona és un corticoesteroide, que actua específicament com a glucocorticoide i com a mineralocorticoide. És a dir, és un agonista dels receptors de glucocorticoides i mineralocorticoides.
La hidrocortisona té una potència baixa en relació amb els corticoides sintètics. En comparació amb la hidrocortisona, la prednisolona és unes 4 vegades més potent i la dexametasona unes 40 vegades més potent en termes d'efecte antiinflamatori. La prednisolona també es pot utilitzar com a reemplaçament de cortisol i, a nivells de dosi de substitució (en lloc de nivells antiinflamatoris), la prednisolona és aproximadament vu
La taxa de producció endògena de cortisol és d'aproximadament 5,7 a 9,9 mg/m 2 per dia, que correspon a una dosi d'hidrocortisona oral d'aproximadament 15 a 20 mg/dia (per a una persona de 70 kg).

### Farmacocinètica

#### Absorció
La biodisponibilitat de la hidrocortisona oral és d'aproximadament el 96%.
L'absorció percutània tòpica d'hidrocortisona varia àmpliament depenent de les circumstàncies experimentals i s'ha informat que oscil·la entre el 0,5 i el 14,9% en diferents estudis. Alguns llocs d'aplicació de la pell, com l'escrot i la vulva, absorbeixen la hidrocortisona de manera molt més eficient que altres llocs d'aplicació, com l'avantbraç. En un estudi, la quantitat d'hidrocortisona absorbida va oscil·lar entre el 0,2% i el 36,2% depenent del lloc d'aplicació, amb la planta del peu amb la menor absorció i l'escrot amb la major absorció. L'absorció d'hidrocortisona per part de la vulva ha oscil·lat entre el 4,4 i el 8,1%, en relació amb l'1,3 i el 2,8% per al braç, en diferents estudis i subjectes.

#### Distribució
La major part del cortisol a la sang (tot menys el 4%) s'uneix a proteïnes, incloses la globulina que uneix els corticoides (CBG) i l'albúmina sèrica. El cortisol lliure passa fàcilment a través de les membranes cel·lulars. A l'interior de les cèl·lules interactua amb els receptors de corticoesteroides.

#### Metabolisme
La hidrocortisona és metabolitzada per les 11β-hidroxisteroides deshidrogenases (11β-HSDs) en cortisona, un metabòlit inactiu. També es redueix 5α-, 5β- i 3α en dihidrocortisols, dihidrocortisones, tetrahidrocortisols i tetrahidrocortisones.

#### Eliminació
La semivida d'eliminació de la hidrocortisona oscil·la entre 1,2 i 2,0 hores, amb una mitjana d'unes 1,5 hores, independentment de l'administració oral versus parenteral.

## Química
La hidrocortisona, també coneguda com 11β,17α,21-trihidroxipregn-4-ene-3,20-diona, és un esteroide embarassat natural. Existeixen diversos èsters d'hidrocortisona i s'han comercialitzat per a ús mèdic.

## Societat i cultura

### Estat legal
El 25 de març de 2021, el Comitè de Medicaments d'Ús Humà (CHMP) de l'Agència Europea del Medicament (EMA) va adoptar un dictamen positiu, recomanant la concessió d'una autorització de comercialització del medicament Efmody, destinat al tractament de la hiperplàsia suprarenal congènita. (CAH) en persones de dotze anys i més. El sol·licitant d'aquest medicament és Diurnal Europe BV. La hidrocortisona (Efmody) va ser aprovada per a ús mèdic a la Unió Europea, el maig de 2021, per al tractament de la hiperplàsia suprarenal congènita (CAH) en persones de dotze anys o més.

## Recerca

### COVID 19
Es va trobar que la hidrocortisona era eficaç per a reduir la taxa de mortalitat dels pacients crítics amb COVID-19 en comparació amb altres cures habituals o un placebo.

### Estrès
Investigadors de la Universitat de València, en col·laboració amb la de Groningen (Països Baixos), han comprovat que cinc minuts amb una dona guapa poden ser suficients per elevar "considerablement" en els homes els nivells de cortisol. Els investigadors conclouen que en presència d'una dona bonica, sobretot si és desconeguda, la majoria d'homes pensen que intenten lligar amb ella, i es genera una situació igual d'estressant que saltar d'un avió.